# La terra sull'Abisso (serie televisiva)
La terra sull'abisso (Earth Abides) è una miniserie televisiva drammatica e post-apocalittica americana del 2024, basata sull'omonimo romanzo del 1949 di George R. Stewart.

## Trama
La trama segue Isherwood "Ish" Williams, un giovane geologo solitario che, dopo essere sopravvissuto a un morso di serpente e a un conseguente coma, scopre che una misteriosa malattia ha decimato la popolazione mondiale. Nel suo viaggio attraverso città deserte, da San Francisco a Las Vegas, Ish cerca altri sopravvissuti e affronta le sfide di un mondo post-apocalittico. Durante il suo percorso, incontra Emma, con la quale sviluppa un legame mentre affrontano insieme le avversità di una natura implacabile e la minaccia di predatori sia umani che animali. La serie esplora temi come la sopravvivenza, la moralità e la ricostruzione della società in un contesto ostile.

## Personaggi e interpreti principali
- Isherwood "Ish" Williams – interpretato da Alexander Ludwig, doppiato in italiano da Flavio Aquilone. Protagonista della serie, Ish è un giovane geologo introverso e solitario che, dopo essersi risvegliato da un coma causato dal morso di un serpente, scopre che una misteriosa epidemia ha decimato la popolazione mondiale. Il suo viaggio attraverso le città abbandonate diventa una ricerca di altri sopravvissuti e di un nuovo scopo.
- Emma – interpretata da Jessica Frances Dukes Emma è una sopravvissuta forte e determinata che Ish incontra nel suo percorso. Il loro legame si sviluppa gradualmente, portando entrambi a confrontarsi con le sfide di un mondo ostile e deserto. Emma rappresenta la speranza e la volontà di ricostruire una nuova società.
- Jorge - interpretato da Rodrigo Fernandez-  Jorge è un sopravvissuto che raggiunge assieme a Maurine la casa di Ish grazie ad un messaggio lasciato su una parete di un edificio da Emma. I due diventeranno coinquilini e grandi amici di Ish ed Emma.